# Washington Indoor 1974
Il Washington Indoor 1974 è stato un torneo di tennis giocato sul sintetico indoor. È stata la 3ª edizione del torneo che fa parte del World Championship Tennis 1974. Si è giocato a Washington negli Stati Uniti dall'11 al 17 marzo 1974.

## Campioni

### Singolare maschile
Ilie Năstase ha battuto in finale  Tom Okker con il punteggio di 6–3, 6–3

### Doppio maschile
Bob Hewitt /  Frew McMillan hanno battuto in finale  Tom Okker /  Marty Riessen con il punteggio di 7–6, 6–3